# 傣仂
傣泐亦稱傣仂（国际音标：[tai˥˩lɯ˩]，Tai Lü），是生活在中國和中南半島的一個台語民族，人口约200万，在中國歸為傣族。
傣泐原先居住在勐泐，今中国云南的西双版纳傣族自治州、老挝丰沙里省、缅甸掸邦勐永一带；现在主要居住在中国云南西双版纳、缅甸掸邦、老挝北部、泰国北部和越南萊州省等地。在中国被划为傣族的一支，又称西双版纳傣。在泰国則是泰族的一支，居住在泰国北部的泐人，和傣阮（Tai Yuan）、傣龙（Tai Yai/Shan）、痕人（Tai Khun）一起，被称为“兰纳泰/ล้านนาไทย”，拥有独特的服饰和文化，有别于泰国中部的暹罗泰人。 
傣仂是具有历史记载的古老台語民族之一。傣曆542年（1180年），叭真（帕雅真）在景龙（景洪）建立“景龙金殿国”，成为第一世召片领。傣曆932年（1570 年），二十四世召片领-召应勐将所属各勐划分成了十二个税区（即十二版纳，傣语为“西双版纳”）。其中一个税区（勐乌）后来被法國纳入老挝的版图，其余十一个税区则成了中国的部分领土。
在泰国境内的大部分傣泐自称“永人（Tai Yong ไทยอง）”，意思是来自勐永和西双版纳一带的泐人；在泰国主要分布在清迈府和南奔府，人口大概100万。永人祖先来自西双版纳景洪和掸邦傣泐居住地勐永、景栋等地。后来以“傣勐永”自称，渐渐就成了现在的永人（Tai Yong ไทยอง）。

### 服飾

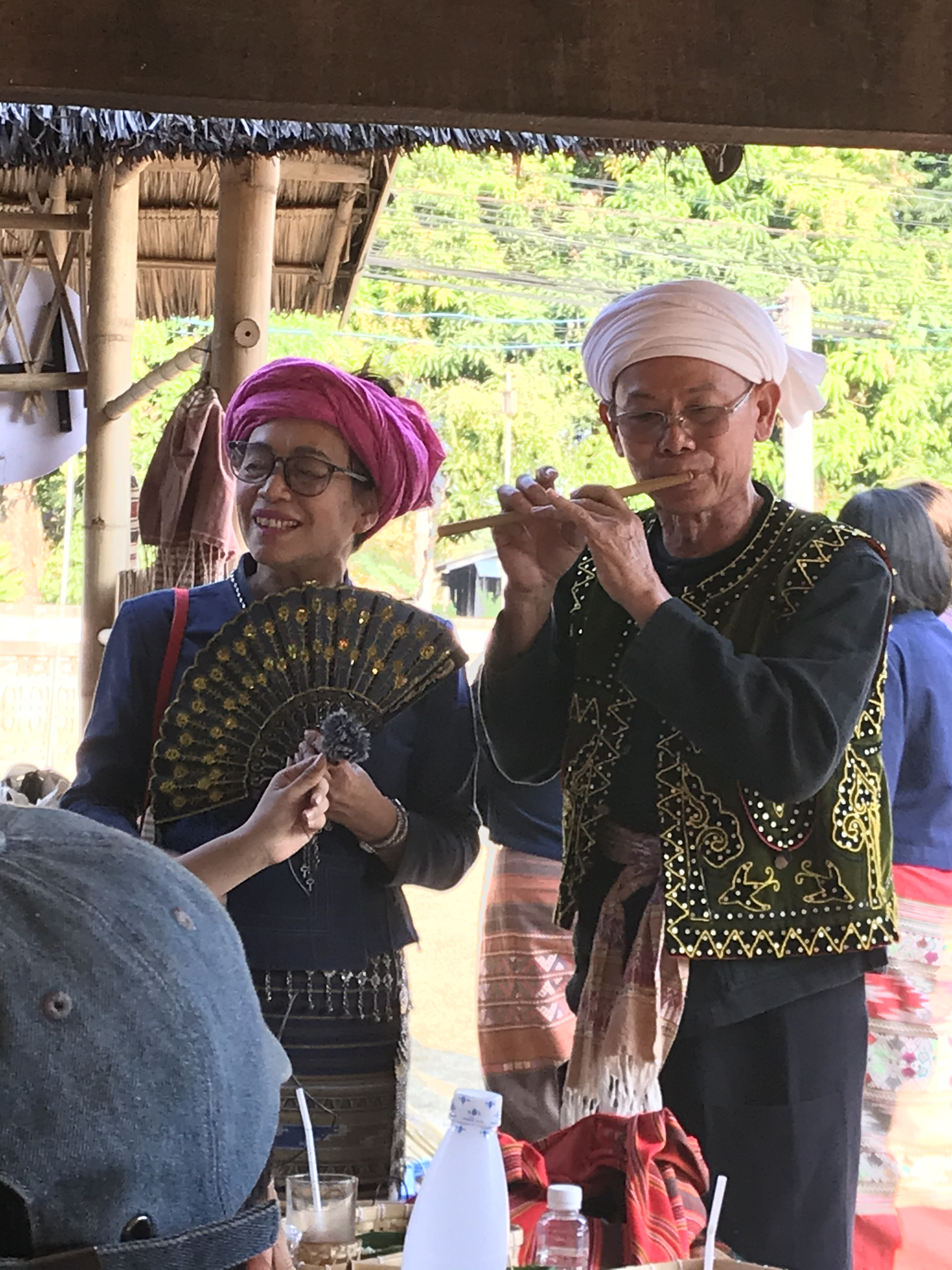
傣仂傳統服飾

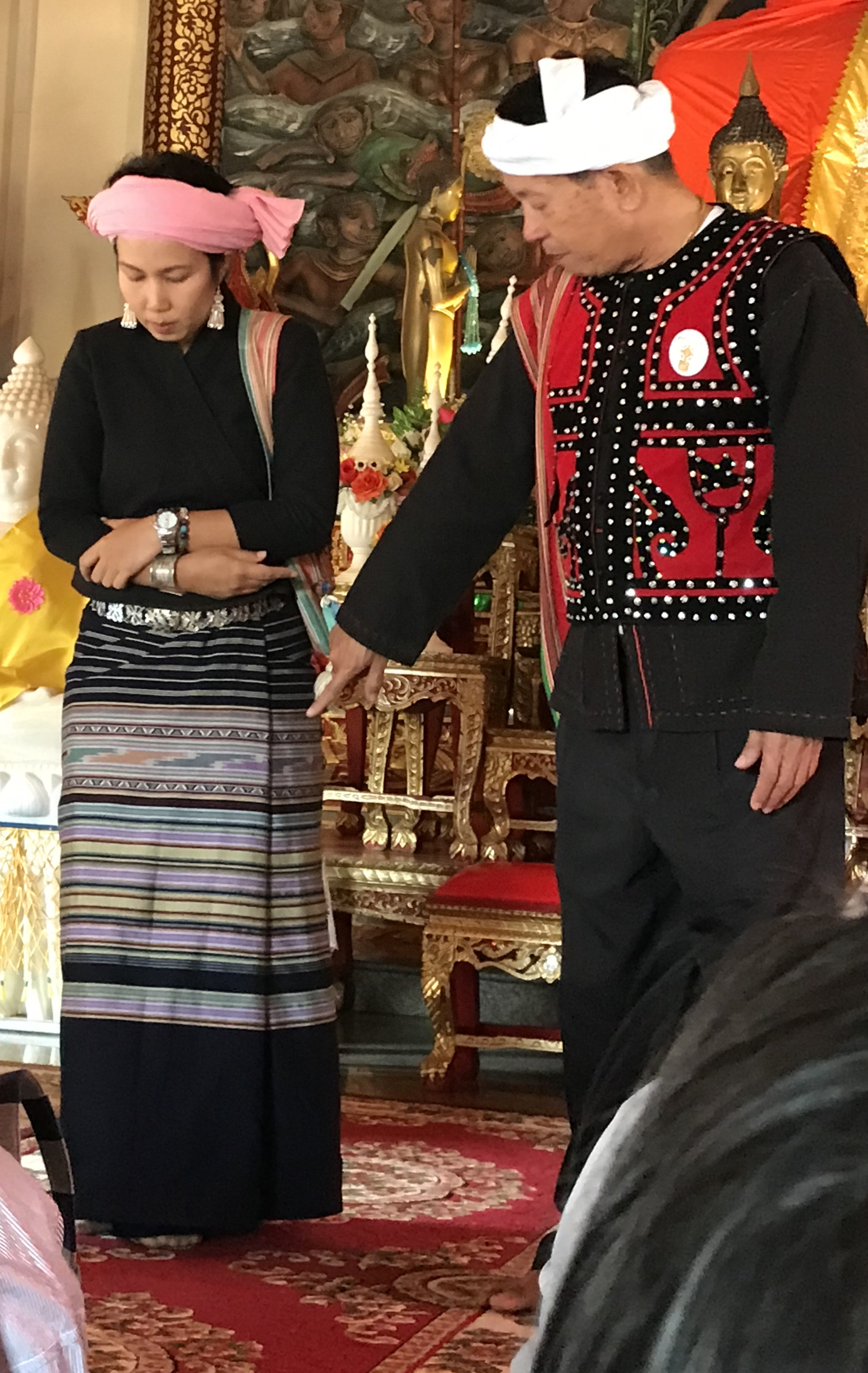
傣仂傳統服飾

傳統傣仂民族男女會在頭上纏繞白色頭巾，有些地區未婚女性則會纏繞粉紅色頭巾。布料底色多為黑色居多。男性佩刀且穿著黑色短褲並且露出在腿部象徵勇猛的刺青，女性所穿著的沙龍底部有傣仂族特有的「流水紋」編織圖樣。

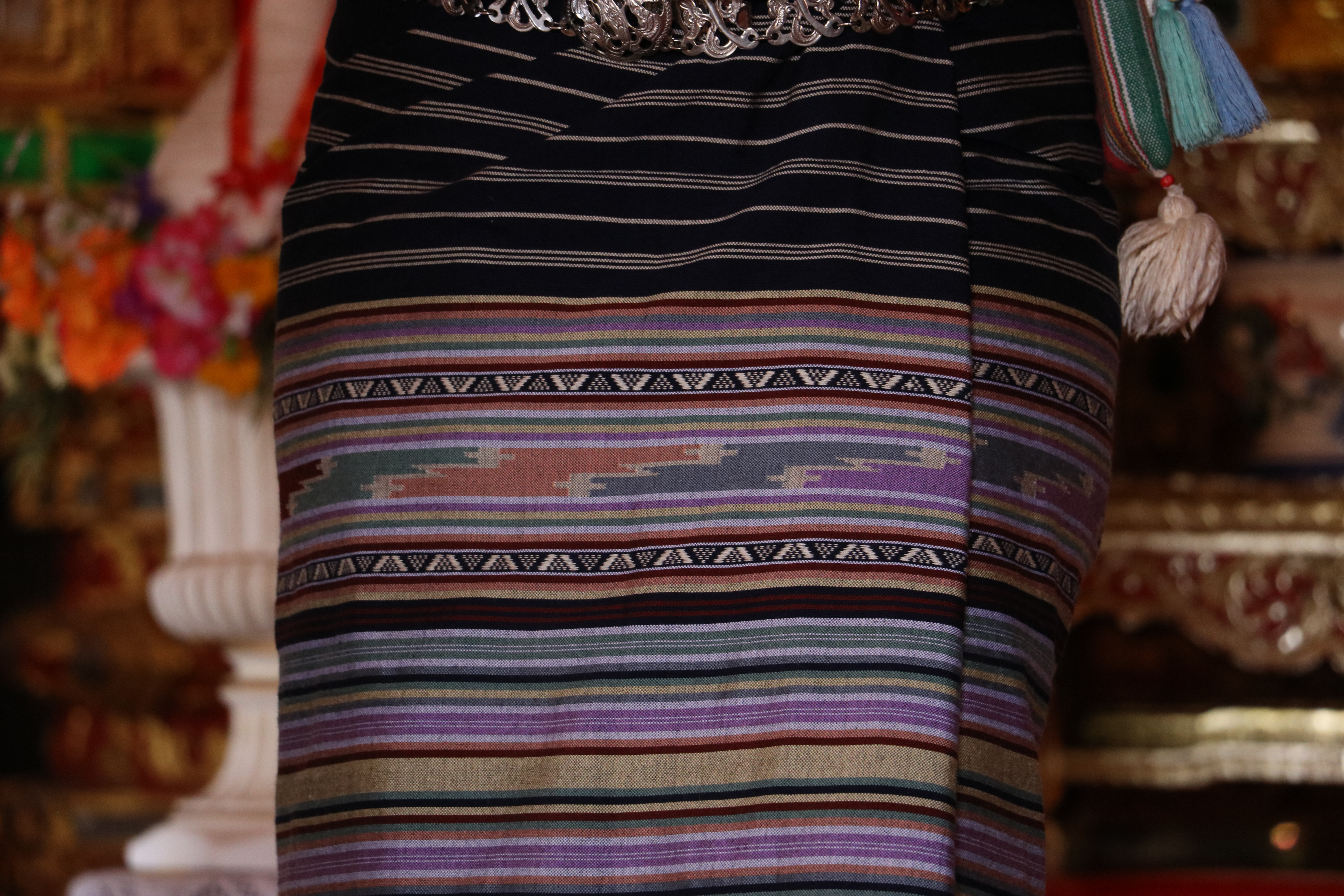
傣仂傳統流水紋